# Gare de Sackville
La gare de Sackville à Sackville est desservie par le train l'Océan de Via Rail Canada en provenance de Montréal. C'est une gare patrimoniale.

## Histoire
La gare fut construite entre 1907 et 1908 par le Chemin de fer Intercolonial, durant une brève période de prospérité avant que la compagnie décline et soit absorbée par le Canadien National. Elle est devenue une gare patrimoniale le 1er avril 1993.

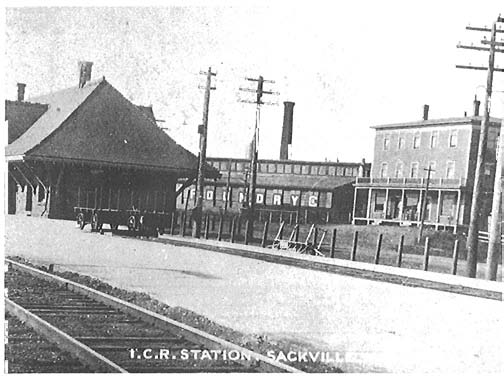
La gare sous l'Intercolonial Railway.

## Patrimoine ferroviaire
C'est une gare d'un étage et demi construite en grès local.